# Project Veritas
Project Veritas es un grupo activista estadounidense de extrema derecha fundado por James O'Keefe en 2010. El grupo produce y difunde videos manipulados destinados a desacreditar a los medios de comunicación. Ha difundido información falsa y teorías de conspiración.
Es una organización no gubernamental y está financiada por contribuciones del Donors Trust, un fondo financiero conservador, y de otras organizaciones entre las cuales se incluye la Fundación de Donald Trump. En 2020, The New York Times publicó un informe donde revelaba que el proyecto empleó espías, reclutados por Erik Prince, para infiltrar las campañas del Partido Demócrata y otras organizaciones.